# Kustskogsområden i östra Afrika

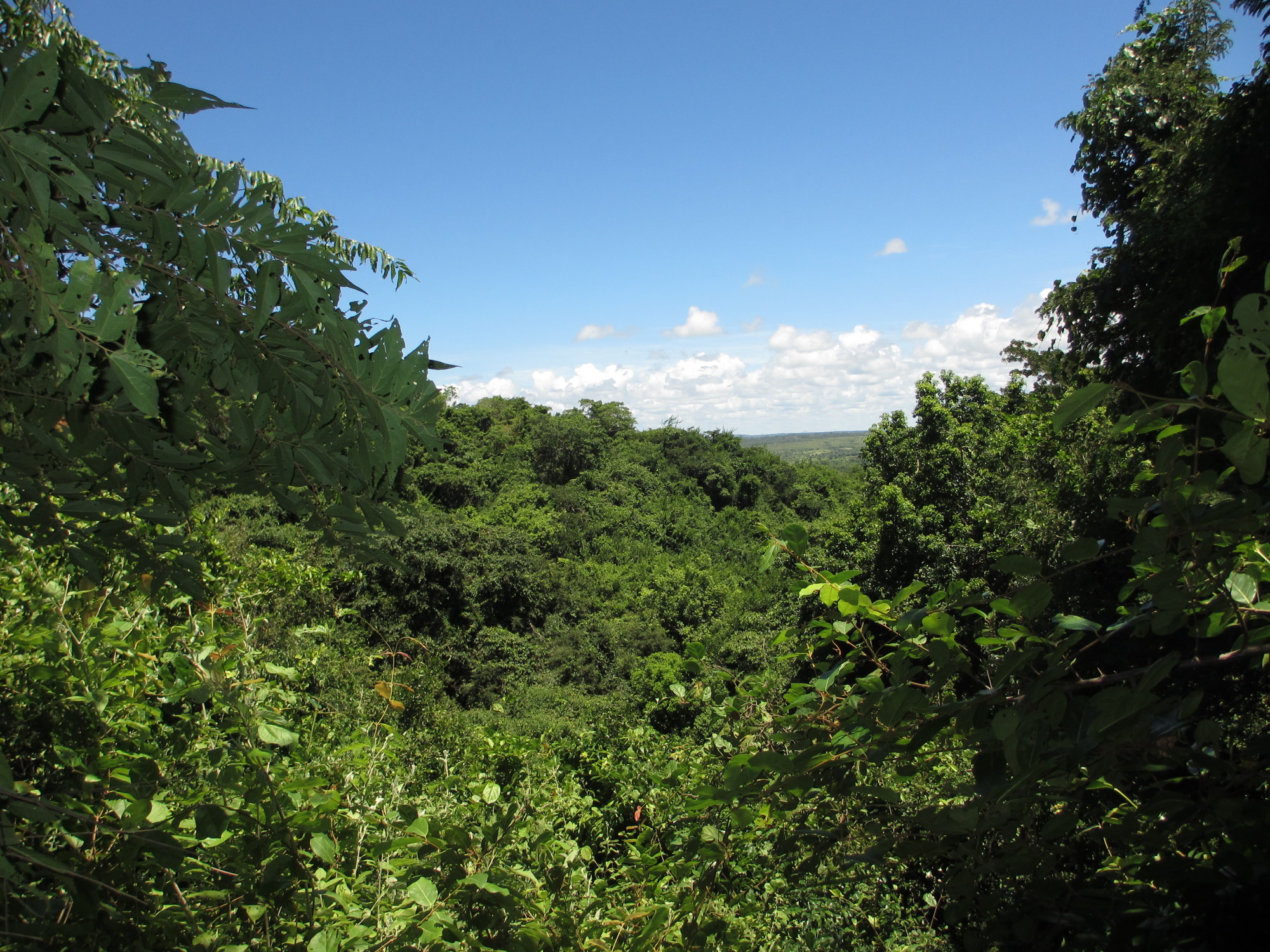
Fuktigt skogsområde nära Pemba i Moçambique.

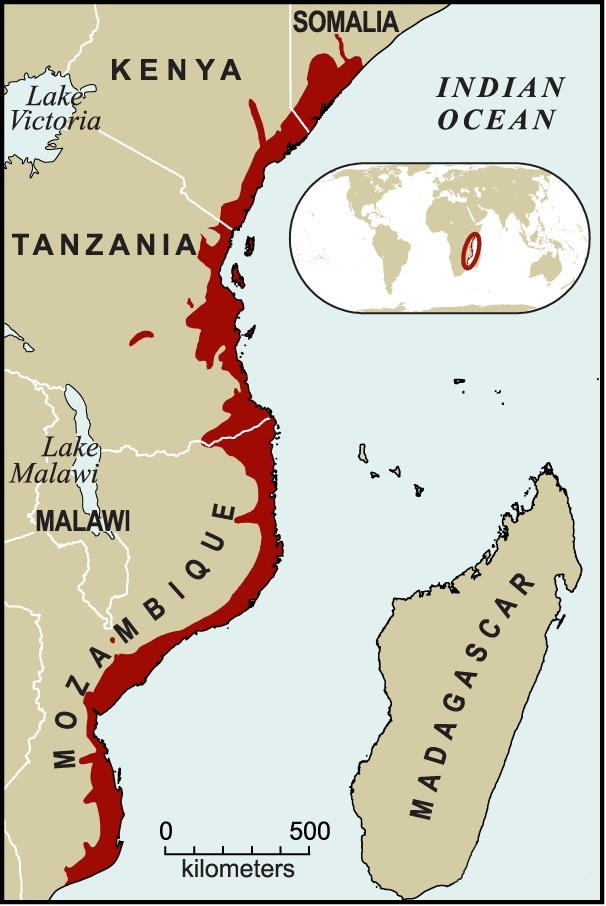
Område där kustskog finns är markerat med rött.

Kustskogsområden i östra Afrika är en region med tropisk regnskog längs Afrikas östkust. Området klassades som biodiversity hotspot av Conservation International. Skogarna sträcker sig längs Indiska Oceanens kust, från södra Somalia i norr, genom Kenya och Tanzania, till Limpopoflodens avmynningsområde i södra Moçambique. WWF delar upp kustskogsområdena i två ekoregioner: Norra Zanzibar-Inhambanes kustskogsområde, som sträcker sig från södra Somalia genom Kenya till södra Tanzania, som innehåller öarna Zanzibar och Pemba, och Södra Zanzibar-Inhambanes kustskogsområde som sträcker sig från södra Tanzania längs Moçambiques kust till Limpopflodens avmynningsområde.